# Walter Reder
Walter Reder, né le 4 février 1915 à Freiwaldau en Autriche-Hongrie et décédé le 26 avril 1991 à Vienne en Autriche, est un commandant SS autrichien et un criminel de guerre ayant servi dans les divisions SS Totenkopf et Reichsführer-SS pendant la Seconde Guerre mondiale. Il est le principal responsable du massacre de Vinca et du massacre de Marzabotto commis en Italie en 1944. Après la guerre, Reder est reconnu coupable de crimes de guerre en Italie.

## Biographie

### Jeunesse
Walter Reder naît à Freiwaldau (Silésie autrichienne), en Autriche-Hongrie. Il est issu d'une famille d'orientation conservatrice. Après la Première Guerre mondiale et la dissolution de l'Autriche-Hongrie (en), la famille quitte la Silésie autrichienne et s'installe à Garsten près de Steyr, leur maison ancestrale. Son père, Rudolf, travaille à la Brotfabrik Reders Söhne (« fabrique à pain des fils de Reder ») à Garsten et fonde une usine de calculatrices en 1925. Selon des articles de presse des années 1920, l’entreprise n’est pas financièrement stable et fait faillite en 1928. Par la suite, le père de Reder est condamné à une peine de prison pour fraude,,,.
À la suite de cet événement, Reder quitte sa famille et s'installe chez une tante à Vienne. En 1932, il part pour Linz et fait ses études à la Handelsakademie Linz. La même année, il rejoint les Jeunesses hitlériennes.

### Carrière dans la SS
Reder rejoint la SS-Verfügungstruppe et obtient la nationalité allemande en décembre 1934. Pendant la Seconde Guerre mondiale, il sert dans la Waffen-SS. En mars 1943, il est blessé et perd son bras gauche. Une fois rétabli, il est affecté au bataillon d'entraînement et de remplacement du SS Panzergrenadier 3. (Cette unité est impliquée dans le soulèvement du ghetto de Varsovie d'avril-juillet 1943). En décembre 1943, Reder est transféré dans la nouvelle 16e division SS Reichsführer SS et sert en Italie jusqu'en 1945. En 1943, il devient commandant de la SS-Panzer-Aufklärungsabteilung 16, qui commet plusieurs massacres en 1944. En mars 1945, sa division se replie en Hongrie puis en Autriche. Reder est arrêté par des soldats américains, qui le remettent ensuite aux forces britanniques près de Klagenfurt.

### Procès et condamnation
Reder est extradé vers l'Italie en mai 1948 en vue de son jugement pour crimes de guerre. Il est jugé par un tribunal militaire italien à Bologne pour avoir ordonné la destruction de la ville de Marzabotto et d'autres villages proches de Bologne en août et septembre 1944 lors de soi-disant opérations anti-partisan, et pour avoir ordonné l'exécution de 2 700 civils italiens en Toscane et Émilie à la même période. En octobre 1951, il est condamné à la prison à vie dans une prison forteresse à Gaète, sur la côte de la mer Tyrrhénienne, entre Naples et Rome.
Les citoyens de Marzabotto et les survivants du massacre votent par 237 voix contre 1 contre sa libération. Selon des responsables locaux, au moins 1 830 civils sont morts dans des massacres à Marzabotto et dans ses environs.
Des années plus tard, plusieurs anciens SS ayant servi sous Reder en 1944 sont jugés et condamnés pour leur rôle dans le massacre de Sant'Anna di Stazzema. Leurs condamnations sont prononcées par contumace. Reder obtient une libération conditionnelle en janvier 1985 après 34 ans de détention par les autorités italiennes, et retourne vivre en Autriche jusqu'à son décès en 1991.